# Fort-12
Fort-12 (ukr. Пістолет ФОРТ-12) je ukrajinski poluautomatski pištolj kojeg je krajem 1990-ih dizajnirala i počela proizvoditi tvrtka RPC Fort.

## Povijest
Fort-12 razvijen je s ciljem da Ukrajina proizvede vlastite pištolje za potrebe domaće vojske i policije, kako bi se zamijenili stari Makarov PM pištolji iz sovjetske ere. Da bi se taj cilj ostvario, ukrajinska vojna industrija RPC Fort kupila je potrebne strojeve od češke vojne industrije Česká Zbrojovka Uherský Brod, poznate po proizvodnji istoimenih pištolja i automata Škorpion u bivšoj Čehoslovačkoj. U konačnici, RPC Fort je 1998. proizveo svoj prvi pištolj - Fort-12.
Trenutno se ovaj pištolj prodaje ukrajinskoj policiji i vojsci. Za potrebe civilnog tržišta, ponuđen je model Fort-12R s gumenim metcima ili streljivom sa suzavcem.
Prvi primjerci proizvedenih Fort-12 pištolja bili su marginalno pouzdani, međutim kod pištolja novije proizvodnje problemi su uklonjeni. Poboljšanja u ergonomiji, preciznosti i kapacitetu okvira preuzeta sa starog Makarov PM pištolja.
Kučište pištolja izrađeno je od čelika. Sigurnosna kočnica nalazi se na lijevoj strani pištolja. Prema potrebi korisnika, tvrtka može izraditi zlatnu gravuru na pištolju.
Okvir pištolja ima 12 metaka, a gumb za otpuštanje okvira nalazi se na lijevoj strani pištolja, pokraj okidača.

## Inačice
- Forth-12: osnovna inačica
- Fort-12N
- Fort-12R (koristi gumene metke)[2]
- Fort-12RM[3]
- Fort-12T[4]
- Fort-12G[5]
- Fort-12 CURZ (9x17mm CURZ)[6]
- Sokol

## Korisnici
- Ukrajina: neke od specijalnih snaga ukrajinske vojske te obavještajne jedinice ukrajinskog Ministarstva unutarnjih poslova.
- Gruzija: nakon narančaste revolucije u Ukrajini, najmanje dvojici gruzijskih političkih službenika (Mihail Saakašvili i Vano Merabišvili) su dodijeljeni Fort-12N pištolji.
- Kazahstan: modeli Fort-12T, Fort-12TM, Fort-12R i Fort-12RM su prodani privatnim kazahstanskim zaštitarskim agencijama.[7]
- Rusija: Rusija proizvodi vlastitu inačicu modela Fort-12PM pod nazivom Jorge[8] i Fort-12T pod nazivom Oluja-02.[9] Glavni dijelovi su uvezeni iz Rusije.
- Uzbekistan: prema izvješćima, osnovni model Fort-12 je uvezen u Uzbekistan 2000. godine a ostali modeli kasnije.

## Vanjske poveznice
- Modern Firearms - Fort 12 pistol